# 椒裸吻魚
椒裸吻魚（學名：Psilorhynchus piperatus）為輻鰭魚綱鯉形目裸吻魚科的一個種，分布於亞洲緬甸伊洛瓦底江流域的Man Chaung，本魚體延長，胸鰭水平呈吸盤狀，身體側面有6個不明顯的圓形到方形的深棕色斑點，排列成縱行，背鞍深，從背部向下延伸3-4列鱗片，與圓形至方形的深棕色斑點接觸，在側面縱向排列，背鰭軟條12枚、臀鰭軟條8枚，體長可達4.8公分，棲息在岸邊植被茂密，沙石底質、水流快速的溪流，屬底棲性，生活習性不明。